# درون‌چرخ‌زاد
درون‌چرخ‌زاد (به انگلیسی: Hypocycloid) در ریاضیاتی به منحنی غلتانی گفته می‌شود که توسط نقطه‌ای ترسیم می‌شود که روی دایره‌ای به شعاع r قرار دارد و این دایره در درون یک دایره ثابت با شعاع R می‌غلتد.

خم قرمزرنگ، یک درون‌چرخ‌زاد است که با چرخش دایرهٔ کوچک سیاه‌رنگ در درون محیط دایرهٔ بزرگ آبی‌رنگ پدید می‌آید. (پارامترهای آن عبارتند از: R = 3, r = 1,).

معادله‌های پارامتری برای درون‌چرخ‌زاد عبارتند از:
{\displaystyle x(\theta )=(R-r)\cos \theta +r\cos \left({\frac {R-r}{r}}\theta \right)}
{\displaystyle y(\theta )=(R-r)\sin \theta -r\sin \left({\frac {R-r}{r}}\theta \right),}
یا:
{\displaystyle x(\theta )=r(k-1)\cos \theta +r\cos \left((k-1)\theta \right)\,}
{\displaystyle y(\theta )=r(k-1)\sin \theta -r\sin \left((k-1)\theta \right).\,}
حالت‌های برعکس درون‌چرخ‌زاد شامل برون‌چرخ‌زاد با d = r می‌شود.